# Ioniță Cuza
Ion „Ioniță” Cuza (cunoscut și drept Cuzea; n. anii 1710 – d. 18 august 1778, Iași, Moldova) a fost un boier și un om de stat și politic moldovean, patriot român, recunoscut ca unul dintre primii naționaliști români și francmasoni. Familia sa paternă, Cuza, erau proprietari de pământ de origine incertă (italiană, lorenă sau greacă), stabiliți în boierime sub patronajul aristocraților Duca și Sturdza. Mama sa era descendentă directă a cronicarului și omului de stat Miron Costin; tatăl său, Miron Cuza, a fost implicat în conspirația prohabsburgică condusă de François Ernaut, în timp ce bunicul său, Dumitrașco Cuzea, a fost spânzurat în timpul represiunilor împotriva complotiștilor. Atât familia Cuza, cât și familia Costin s-au opus regimului fanariot și au conceput planuri pentru a emancipa Moldova de sub Imperiul Otoman.
În 1759, Ioniță Cuza a reușit să contracareze acțiunile domnitorului Ioan Teodor Callimachi și ale curteanului său Iordache Stavrachi. Stavrachi l-a trimis într-o misiune diplomatică în Hanatul Crimeii, unde Cuza a fost închis pentru scurt timp. După o răscoală în favoarea sa, Cuza a reușit să-l expulzeze pe Stavrachi din Moldova și a fost numit stolnic. În 1767 a avut un conflict cu Grigore al III-lea Ghica, care a fost de acord să acorde boierilor autohtoni acces la funcții înalte, câștigând astfel sprijinul politic al lui Cuza. A servit ca paharnic înainte și în timpul Războiului Ruso-Turc din 1768, revenind ca spătar în timpul celei de-a doua domnii a lui Ghica. Cuza și-a consolidat poziția politică și a agonisit o moșie mare, cu sate în județul Fălciu și în Basarabia.
În 1778, Cuza și Manolache Bogdan au fost executați prin decapitare după ce au fost implicați în intrigi împotriva domnitorului Constantin Moruzi. Ioniță Cuza a avut cinci fii. Unul dintre aceștia a fost străbunicul lui Alexandru Ioan Cuza, primul domnitor al Principatelor Unite. Un alt fiu a fost străbunicul doctrinarului antisemit A. C. Cuza.